# Myrmoteratini
Myrmoteratini – plemię mrówek z podrodziny Formicinae.
Mrówki te mają nadzwyczaj silnie wydłużone żuwaczki, zdolne do rozwarcia o kąt 270°, u samic wyposażone w 8 do 16 ząbków każda. Żuwaczki samców są bezzębne. Oczy są również bardzo duże, sięgające od krawędzi nadustka prawie aż do krawędzi potylicznej głowy. Osie długie oczu zbiegają się ku przodowi. Nadustek nie sięga ku tyłowi między rowki czułkowe, które wskutek braku listewek czołowych odgraniczone są jedynie przez toruli. Czułki są 13-członowe u samców i 12-członowe u samic. Obie płcie mają na pionowej części tylnej powierzchni głowy poprzeczną bruzdę oraz swoisty kołnierz z pogrubionego oskórka, położone ponad potylicą. Brzuszna krawędź wydłużonego pomostka ma w przekroju poprzecznym kształt litery U.
Należy tu 1 opisany rodzaj:
- Myrmoteras Forel, 1893